# Liste der Namenstage/V
| Vorname  | Geschlecht | Datum                                                           |
| -------- | ---------- | --------------------------------------------------------------- |
| Vanessa  | w          | 25. Februar                                                     |
| Veit     | m          | 15. Juni                                                        |
| Vera     | w          | 24. Januar                                                      |
| Verena   | w          | 1. September                                                    |
| Veronika | w          | 4. Februar, 9. Juli                                             |
| Victor   | m          | 30. September (u. a.)                                           |
| Viktor   | m          | 30. September (u. a.)                                           |
| Viktoria | w          | 11. Februar, 12. August, 21. August, 17. November, 23. Dezember |
| Vinzenz  | m          | 22. Januar, 5. April, 24. Mai, 9. Juni, 19. Juli, 27. September |
| Virginia | w          | 7. Januar, 15. Dezember                                         |
| Volker   | m          | 7. März                                                         |
| Volkmar  | m          | 9. Mai                                                          |